# Filip Krovinović
Filip Krovinović est un footballeur croate né le 29 août 1995 à Zagreb. Il joue au poste de milieu offensif au Hajduk Split.

## Biographie

### NK Zagreb
Arrivé en 2009 au NK Zagreb, Filip a connu les trois grands clubs de Zagreb durant sa formation. Il fait ses débuts contre le Dinamo Zagreb en Prva HNL le 5 avril 2013, peu de temps après il signe son premier contrat professionnel pour 5 ans avec le NK Zagreb. À l'été 2015, à la suite d'importantes difficultés financières de son club, les rumeurs l'envoie au Dinamo Zagreb ou encore a l'Hajduk Split mais il rejoint finalement Rio Ave pour 400 000 €. Il quitte son pays natal avec 78 matchs joués pour 13 buts marqués avec le NK Zagreb.

### Rio Ave
Le 30 août 2015, Filip signe un contrat de 4 ans avec Rio Ave. Il joue son premier match avec Rio Ave contre le Vitória Guimarães le 10 octobre 2015. Durant sa première saison il joue 17 matchs pour 2 buts. Lors de la saison 2016-2017, Filip reçoit le numéro 10 de la part du club qui lui voit un grand avenir. Lors de la saison 2016-2017, Filip confirme sous le maillot de Rio Ave avec 5 buts en 26 matches en Liga NOS, à seulement 21 ans.

### SL Benfica
Le 14 juin 2017, il signe un contrat de 5 ans avec le SL Benfica. Malgré ses bonnes performances avec Rio Ave, le Croate ne rentre pas dans les plans de l'entraîneur, Bruno Lage. Il est apparu seulement 19 fois pour 2 buts lors de sa première saison et 9 apparitions lors de l'exercice 2018-2019.

### West Bromwich Albion
En manque de temps de jeu à Benfica il est prêté à West Bromwich Albion le 5 juillet 2019 sans option d’achat. Auteur d’une saison pleine avec 43 matchs 3 buts et 4 passes décisives, il participe grandement à la montée du club en Premier League, en formant un duo de choc avec Matheus Pereira.
Il est de retour à Benfica en juillet 2020, mais Filip n'est pas retenu par le nouvel entraîneur Jorge Jesus. Il est alors prêté une nouvelle saison à West Bromwich Albion.

## Statistiques
| Saison                | Club                  | Championnat           | Championnat | Championnat | Coupe nationale | Coupe nationale | Coupe de la Ligue | Coupe de la Ligue | Supercoupe | Supercoupe | Compétition(s) continentale(s) | Compétition(s) continentale(s) | Compétition(s) continentale(s) | Total | Total |
| Saison                | Club                  | Division              | M.          | B.          | M.              | B.              | M.                | B.                | M.         | B.         | Comp.                          | M.                             | B.                             | M.    | B.    |
| 2012-2013             | NK Zagreb             | Prva HNL              | 2           | 0           | 0               | 0               | -                 | -                 | -          | -          | -                              | -                              | -                              | 2     | 0     |
| 2013-2014             | NK Zagreb             | Druga HNL             | 32          | 7           | 2               | 1               | -                 | -                 | -          | -          | -                              | -                              | -                              | 34    | 8     |
| 2014-2015             | NK Zagreb             | Prva HNL              | 35          | 3           | 1               | 0               | -                 | -                 | -          | -          | -                              | -                              | -                              | 36    | 3     |
| 2015-2016             | NK Zagreb             | Prva HNL              | 6           | 2           | 0               | 0               | -                 | -                 | -          | -          | -                              | -                              | -                              | 6     | 2     |
| Sous-total            | Sous-total            | Sous-total            | 75          | 12          | 3               | 1               | -                 | -                 | -          | -          | -                              | -                              | -                              | 78    | 13    |
| 2015-2016             | Rio Ave FC            | Primeira Liga         | 9           | 0           | 4               | 1               | 4                 | 1                 | -          | -          | -                              | -                              | -                              | 17    | 2     |
| 2016-2017             | Rio Ave FC            | Primeira Liga         | 26          | 5           | 1               | 0               | 4                 | 0                 | -          | -          | C3                             | 2                              | 0                              | 33    | 5     |
| Sous-total            | Sous-total            | Sous-total            | 35          | 5           | 5               | 1               | 8                 | 1                 | -          | -          | -                              | 2                              | 0                              | 50    | 7     |
| 2017-2018             | SL Benfica            | Primeira Liga         | 13          | 1           | 3               | 1               | 3                 | 0                 | -          | -          | C1                             | -                              | -                              | 19    | 2     |
| 2018-2019             | SL Benfica            | Primeira Liga         | 4           | 0           | 2               | 0               | 1                 | 0                 | -          | -          | C1+C3                          | 0+2                            | 0+0                            | 9     | 0     |
| Sous-total            | Sous-total            | Sous-total            | 17          | 1           | 5               | 1               | 4                 | 0                 | -          | -          | -                              | 2                              | 0                              | 28    | 2     |
| 2019-2020             | West Bromwich (prêt)  | Championship          | 40          | 3           | 2               | 0               | 1                 | 0                 | -          | -          | -                              | -                              | -                              | 43    | 3     |
| Sous-total            | Sous-total            | Sous-total            | 40          | 3           | 2               | 0               | 1                 | 0                 | -          | -          | -                              | -                              | -                              | 43    | 3     |
| Total sur la carrière | Total sur la carrière | Total sur la carrière | 167         | 21          | 15              | 3               | 13                | 1                 | -          | -          | -                              | 4                              | 0                              | 199   | 25    |

## Palmarès
NK Zagreb :
- Champion de Croatie de D2 en 2014

 Benfica Lisbonne :
- Champion du Portugal en 2019

 Hajduk Split
- Vainqueur de la Coupe de Croatie en 2022.